# Сенкаманіскен
Сенкаманіскен (д/н — 620 до н. е.) — цар Куша в 643–620 роках до н. е.

## Життєпис
Відомості про нього доволі омбежені. Син або брат Атланерси. Спадкував трон після його смерті близько 643 року до н. е. Одружився з донькою Атланерси — Насалсою. Відмовився від активної зовнішньої політики проти Єгипту. Зосередився на зміцненні свого впливу на південь. Також продовжив будівельні роботи свого попередника, зокрема завершив храм Осіріса-Дедуна на горі Баркал.
Сприяв розвитку своєї столиці та уславлення особисто себе, зводячи скрізь у храмах свої статуї. Помер близько 620 року. Йому спадкував старший син Анламані.